# Saperda alberti
Saperda alberti là một loài bọ cánh cứng trong họ Cerambycidae.